# Conversión lógica
Se dice convertir una proposición, en referencia a lo que tradicionalmente han sido los juicios aristotélicos, a la sustitución de los términos entre sí. O dicho más claramente cambiar el sujeto por el predicado. 
S es P {\displaystyle \rightarrow } queda convertida en {\displaystyle \rightarrow } P es S.
Aristóteles estudió la conversión, aplicándola incluso a los juicios modales, pero en la lógica actual no se acepta la doctrina tradicional al ser considerada la proposición desde otro punto de vista completamente diferente, como función proposicional.
Dado que hay cuatro clases de juicios aristotélicos, A, E, I, O, en cada caso la conversión produce diferentes efectos en cada una.

## Formas de conversión
Se distinguen cuatro formas de conversión:
- Simple (simpliciter): invierte el sujeto por el predicado manteniendo la extensión de los términos.

Algunos S son P {\displaystyle \rightarrow } Algunos P son S
La conversión simple en los juicios E e I es legítima, es decir produce un juicio equivalente, con el mismo valor de verdad.
De esta manera la conversión de una proposición I o E implica que la conversa es verdadera si y solo si la convertida asimismo lo es, por lo que los lógicos modernos consideran que tal operación no es tal, sino una inferencia inmediata.
- Per áccidens o por limitación: En la que cambia la extensión.

Es posible en los juicios A
Todos los S son P {\displaystyle \rightarrow } Algún P es S
Todos los andaluces son españoles {\displaystyle \rightarrow } Algunos españoles son andaluces
Operación no aceptable en la lógica moderna, pues lo que puede ser válido en cuanto clase, no es aplicable a individuos existentes, por lo que habría que añadir suponiendo la existencia de individuos pertenecientes a las clases. El juicio aristotélico supone un predicado por atribución al sujeto, dando por supuesta la existencia. Por ello la lógica de predicados incluye necesariamente la cuantificación existencial.
- Por subalternación: Consiste en convertir una proposición en su subalterna, es decir cambiar la extensión (pasar de juicios universales o particulares), conservando la cualidad.

- Por contraposición: Sujeto y predicado se convierten mediante la negación a cada uno de los términos invertidos, cambian luego recíprocamente de lugar.

Sólo es posible cuando la conversión de un término en tanto que sujeto mantiene la misma extensión que el término tenía cuando era predicado. En otro caso se producen sofismas.
Así Algún S es P {\displaystyle \rightarrow } no es convertible en {\displaystyle \rightarrow } Ningún P es no-S
Pero sí lo admite:
Ningún S es P {\displaystyle \rightarrow } Ningún P es S
Ningún andaluz es italiano {\displaystyle \rightarrow } Ningún italiano es andaluz
- Los juicios O no admiten la operación de conversión lógica.